# Dino Alfieri
Edoardo Alfieri detto Dino (Bologna, 8 giugno 1886 – Milano, 2 gennaio 1966) è stato un politico e diplomatico italiano, Ministro della cultura popolare nel governo Mussolini dal 1937 al 1939.

## Le prime esperienze politiche
Trascorse la giovinezza a Milano, dove operò come giornalista e attivista del nazionalismo: nel dicembre del 1910 prese parte al congresso di Firenze - dominato dalla figura di Enrico Corradini - da cui scaturì l'Associazione Nazionalista Italiana e un mese dopo fu tra i fondatori della sezione meneghina del gruppo.
Il 15 maggio 1915 si laureò in Giurisprudenza all'Università degli Studi di Genova e dieci giorni dopo, coerentemente con il suo interventismo, presentò domanda di arruolamento volontario nell'esercito regio (in precedenza era stato riformato). Nel corso della Grande Guerra fu promosso sottotenente (luglio 1915) e tenente (aprile 1916), ricevendo una medaglia di bronzo (3 agosto 1916) e una d'argento (15 settembre 1917) al valor militare. Vestì la divisa grigioverde fino al 26 luglio 1919, giorno in cui venne congedato.
Tornato alla vita civile, aprì uno studio legale e nel 1920 sposò Carlotta Bonomi, appartenente alla nota famiglia di immobiliaristi. Continuò inoltre a militare tra le file nazionaliste, divenendo dapprima consigliere comunale e poi assessore (1923-1924) del comune di Milano. Si dichiarò contrario alla confluenza dell'ANI nel Partito Nazionale Fascista - avvenuta nel marzo del 1923 - in quanto, a suo dire, essa avrebbe annacquato l'ideologia nazionalista. Fu comunque inserito nel Listone Mussolini, con cui venne eletto deputato alle elezioni del 1924; mantenne lo scranno parlamentare ininterrottamente fino al 2 agosto 1943.

## La carriera durante il regime

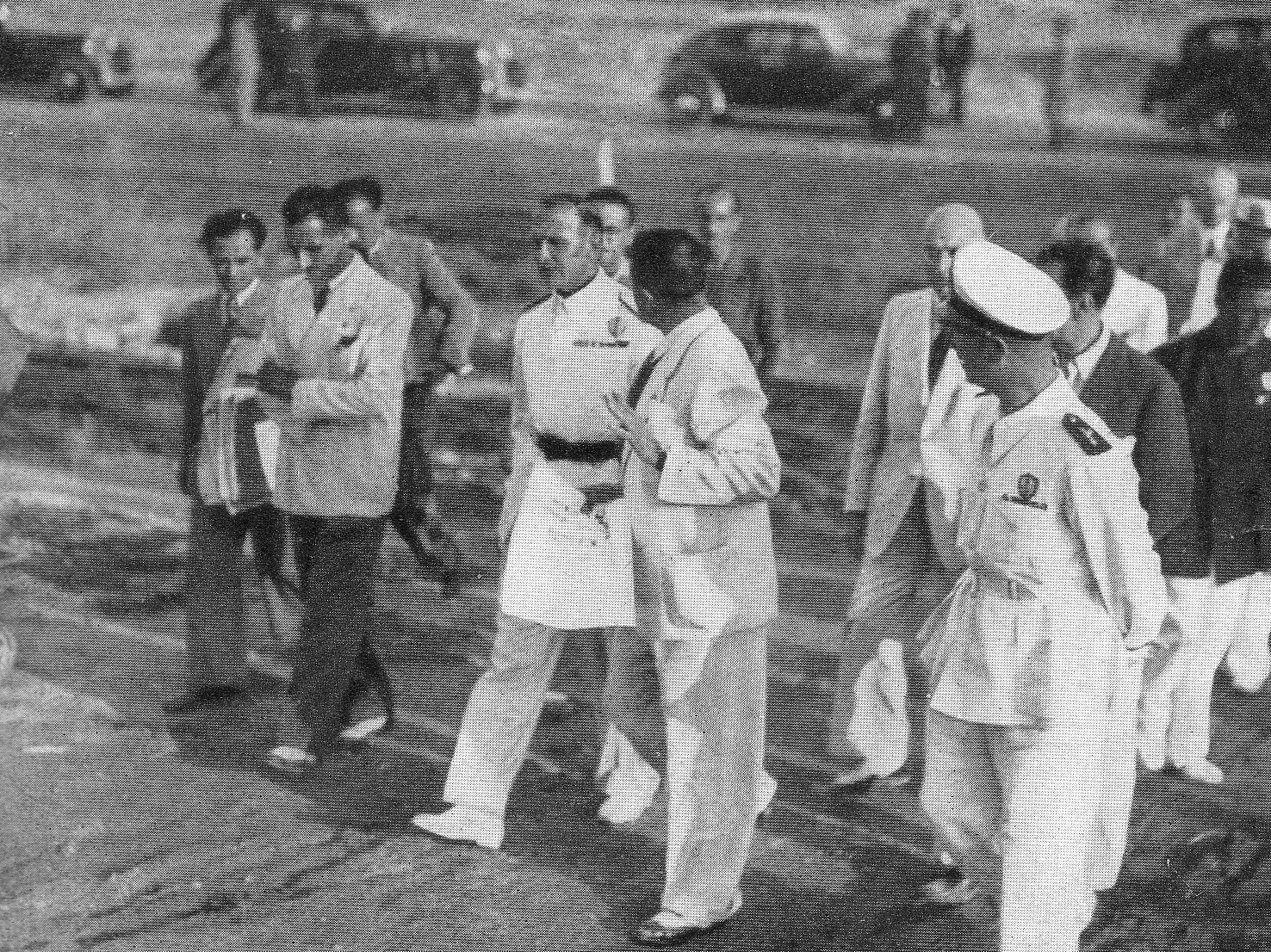
Dino Alfieri ispeziona la triennale d'Oltremare a Napoli

Sotto il regime fascista Alfieri ebbe vari incarichi: dapprima fu presidente dell'Istituto fascista di cultura di Milano (di cui era stato anche fondatore) e dell'Ente nazionale della cooperazione dal 1925 al 1929; successivamente, dal 9 novembre 1929 al 20 luglio 1932 entrò nel governo Mussolini come sottosegretario al ministero delle Corporazioni, il cui dicastero era retto in quel periodo da Giuseppe Bottai. Nel 1932 fu direttore della Mostra della Rivoluzione Fascista, che aveva ideato come direttore dell'Istituto fascista di cultura di Milano.
Il 15 gennaio 1933 fu nominato presidente della Società italiana degli autori ed editori, incarico che mantenne fino al 1936. Il 22 agosto 1935 tornò al governo come sottosegretario del neocostituito ministero della Stampa e Propaganda, che di fatto resse personalmente nei giorni della guerra d'Etiopia essendo Galeazzo Ciano al fronte: questa grande responsabilità, unita al sodalizio che si venne a creare tra Alfieri e il genero del Duce, gli permise di diventare uno dei gerarchi più in vista.
L'11 giugno 1936, dopo che Ciano aveva assunto il ministero degli Esteri, Alfieri divenne ministro per la Stampa e la Propaganda (ribattezzato dicastero della Cultura Popolare dal 27 maggio 1937). Quinto Navarra, usciere di palazzo Chigi e commesso di Mussolini, ricordò nelle sue memorie come Alfieri fosse il gerarca più rimproverato dal dittatore, ma anche quello che sapeva incassare meglio le sfuriate. Nel 1938 Alfieri, sottoscrivendo il Manifesto della razza ("Manifesto degli scienziati razzisti"), si dichiarò favorevole all'introduzione delle leggi razziali fasciste.
Nell'ottobre del 1939 gli venne comunicato l'imminente licenziamento dal ministero e Ciano scrisse di volerlo "tenere a galla" facendolo nominare o presidente della Camera dei fasci e delle corporazioni o ambasciatore presso la Santa Sede: quest'ultima sortita riuscì e Alfieri iniziò la sua attività diplomatica in Vaticano il 9 novembre. Subito si mise all'opera per organizzare uno scambio di visite tra Vittorio Emanuele III e Pio XII: gli incontri avvennero tra il 21 e il 28 dicembre e diedero molta popolarità ad Alfieri, essendo questa la prima uscita ufficiale del Pontefice dal 1870.
Nel maggio del 1940, dovendosi sostituire l'ambasciatore a Berlino Bernardo Attolico, Mussolini conferì questa carica proprio ad Alfieri, che allo scoppio della seconda guerra mondiale era stato un fautore della non belligeranza italiana: volendo sottolineare la scialba personalità del nominato, Michele Lanza scrisse che "tale scelta indicava chiaramente che, nell'attuale momento, il nostro governo vuole a Berlino un rappresentante di parata che non faccia della politica, non sollevi questioni, e non scriva rapporti".

## La caduta del fascismo e gli ultimi anni
I dispacci che inviò dalla capitale del Terzo Reich nel corso del conflitto furono sempre improntati all'ottimismo - cosa di cui Ciano si lagnò nei suoi Diari - fino all'ottobre del 1942, quando iniziò un mutamento di rotta. Membro del Gran Consiglio del Fascismo, nella storica seduta del 25 luglio 1943 votò favorevolmente all'ordine del giorno Grandi, che mise Mussolini in minoranza e causò la fine del regime. Temendo rappresaglie naziste, non tornò più a Berlino ed il 31 luglio il nuovo Ministero degli Esteri Raffaele Guariglia accettò le sue dimissioni da ambasciatore.
Alfieri si nascose inizialmente a Milano ma, con la nascita della Repubblica Sociale Italiana, per evitare ritorsioni fuggì in Svizzera, entrando dal valico di Astano grazie ai contatti del parroco don Isidoro Marcionetti. Condannato a morte in contumacia nel processo di Verona il 10 gennaio 1944, venne collocato a riposo come ambasciatore il 1º agosto dello stesso anno (il regime di Salò aveva preso analoga decisione il 5 novembre 1943). 
Nel dopoguerra venne deferito presso l'Alta corte di giustizia per le sanzioni contro il fascismo, ma il 12 novembre 1946 fu prosciolto in istruttoria "perché la sua azione non integrava i termini del reato rispetto all'accusa maggiore e per amnistia per quelle minori". Uguale sorte ebbe, il 6 febbraio 1947, il procedimento dinanzi alla Commissione per l'epurazione del personale del ministero degli Esteri; in entrambi i casi decisivo per l'assoluzione di Alfieri fu il comportamento di Alcide de Gasperi che, chiamato dal tribunale ad esprimere un parere, scrisse:
(Alcide de Gasperi)
Nel 1947 Alfieri tornò in Italia e un anno dopo pubblicò il libro Due dittatori a fronte (ovvero Benito Mussolini e Adolf Hitler). Pensionato come ambasciatore, negli anni cinquanta Alfieri aderì al Partito Nazionale Monarchico ed ebbe presidenze in organismi economici internazionali. Riposa in un’edicola Bonomi nella necropoli del Cimitero Monumentale di Milano.